# Tarik Elyounoussi
Tarik Elyounoussi, född 23 februari 1988 i Al Hoceima i Marocko, är en norsk före detta fotbollsspelare. Han är kusin till fotbollsspelaren Mohamed Elyounoussi.

## Karriär
Elyounoussi blev utnämnd till Årets unga spelare i Norge både 2006 och 2007.
Den 30 januari 2018 värvades han av AIK, där han skrev på ett tvåårskontrakt. I januari 2020 värvades han av japanska Shonan Bellmare.
Den 1 april 2024 meddelade Elyounoussi att han avslutade sin fotbollskarriär.